# Херсонська міська рада
Херсо́нська міська́ ра́да — орган місцевого самоврядування в Херсонській області. Адміністративний центр — місто обласного значення Херсон.

## Загальні відомості
- Територія ради: 300 км²
- Населення ради: 322420 осіб (станом на 01.01.2019 р.)
- Територією ради протікає річка Дніпро.

## Адміністративний устрій
Міській раді підпорядковані:
- м. Херсон
  - Дніпровський район
    - Антонівська селищна рада
      - смт Антонівка
      - с-ще Молодіжне

    - Зеленівська селищна рада
      - смт Зеленівка
      - с. Богданівка
      - с. Петрівка
      - с-ще Сонячне

    - Наддніпрянська селищна рада
      - смт Наддніпрянське
      - с-ще Інженерне

  - Корабельний район[1]
    - Комишанська селищна рада
      - смт Комишани
      - с-ще Благовіщенське
      - с-ще Зимівник
      - с-ще Приозерне

  - Центральний район
    - Степанівська сільська рада
      - с. Степанівка

## Склад ради
Рада складається з 54 депутати (включно з міським головою та секретарам).
- Голова ради: Колихаєв Ігор Вікторович

### Міські голови
- Д'Альбрант Лев (Луїз-Людовик) Осипович (1800–1821)
- Панголов
- Тропін
- Попов
- Волохін Олександр Іванович (14 лютого 1866 — 23 червня 1866) (вперше)
- Троцкевич Микола Степанович (2 квітня 1871 — травень 1872)
- Волохін Олександр Іванович (червень 1872 — липень 1875) (вдруге)
- Іовець-Терещенко Василь Григорович (1875 — 1892)
- Волохін Іван Іванович (1893–1899)[2]
- Горловський Дмитро Миколайович (виконувач обов'язків) (1900 — 15 липня 1901)
- Беккер Михайло Євгенович (15 липня 1901 — 24 червня 1909)
- Блажков Микола Іванович (15 жовтня 1909 — березень 1917)[3]
- Яковенко Євген Іванович (березень 1917 —)[4]
- 1918–1944 — ?
- Сокира Костянтин Андрійович (1944 — травень 1944)
- Гармаш Федір Олексійович (травень 1944 — квітень 1945)
- Колісниченко Федір Васильович (травень 1945 — вересень 1946)
- Шпак Никифор Євтихійович (вересень 1946 — січень 1948)
- Смолянець Петро Андрійович (січень 1948 — жовтень 1950)
- Бондар Іван Іванович (жовтень 1950 — березень 1955)
- Данилов Леонід Володимирович (березень 1955 — березень 1963)
- Косенко Микола Васильович (березень 1963 — січень 1966)
- Яковенко Петро Андрійович (січень 1966 — червень 1971)
- Гульчак Анатолій Борисович (червень 1971 — травень 1973)
- Масенков Віктор Петрович (травень 1973 — лютий 1980)
- Вербицький Олександр Євгенович (березень 1980 — червень 1983)
- Калиничев Микола Олександрович (червень 1983 — травень 1990)
- Щербина Валентина Василівна (травень 1990 — лютий 1991)
- Швидкой Олег Володимирович (лютий 1991 — липень 1994)
- Коберник Людмила Миколаївна (червень 1994 — вересень 1997)
- Ординський Микола Миколайович (квітень 1998 — квітень 2002)[5]
- Сальдо Володимир Васильович (квітень 2002 — 2012)
- Бережна Зоя Яківна (тимчасовий виконувач обов'язків) (грудень 2012 — лютий 2014)
- Миколаєнко Володимир Васильович (лютий 2014 — грудень 2020)[6]
- Колихаєв Ігор Вікторович (з грудня 2020)[7]

### Міські голови (з 2006 року)
| ПІБ                             | Основні відомості                                                                         | Дата обрання | Дата звільнення |
| ------------------------------- | ----------------------------------------------------------------------------------------- | ------------ | --------------- |
| Сальдо Володимир Васильович     | Міський голова, 1956 року народження, освіта вища, член Партії регіонів                   | 26.03.2006   | 31.10.2010      |
| Сальдо Володимир Васильович     | Міський голова, 1956 року народження, освіта вища, член Партії регіонів                   | 31.10.2010   | 30.11.2012      |
| Бережна Зоя Яківна              | в.о. міського голови                                                                      | грудень 2012 | лютий 2014      |
| Миколаєнко Володимир Васильович | Міський голова, 1960 року народження, освіта вища, Всеукраїнське об'єднання «Батьківщина» | 25.05.2014   |                 |

Примітка: таблиця складена за даними джерела

### Депутати
За результатами місцевих виборів 2010 року депутатами ради стали:

#### За суб'єктами висування
| Суб'єкт висування                                                                    | Кількість обраних депутатів | %    |
| ------------------------------------------------------------------------------------ | --------------------------- | ---- |
| Партія регіонів                                                                      | 45                          | 59,2 |
| Політична партія Всеукраїнське об'єднання «Батьківщина»                              | 9                           | 11,8 |
| Комуністична партія України                                                          | 6                           | 7,9  |
| Політична партія «Третя Сила»                                                        | 4                           | 5,3  |
| Політична партія «Вітчизна»                                                          | 3                           | 3,9  |
| Політична партія «Фронт Змін»                                                        | 3                           | 3,9  |
| Політична партія «Сильна Україна»                                                    | 2                           | 2,6  |
| Політична партія «УДАР (Український Демократичний Альянс за Реформи) Віталія Кличка» | 2                           | 2,6  |
| Народна партія                                                                       | 1                           | 1,3  |
| Політична партія «Союз Лівих Сил»                                                    | 1                           | 1,3  |

#### За округами
| № округу                                                                             | Прізвище, ім'я, по батькові         | Дата визнання обраним | Освіта                    | Партійна приналежність                                                                     | Відомості про обраного депутата |
| ------------------------------------------------------------------------------------ | ----------------------------------- | --------------------- | ------------------------- | ------------------------------------------------------------------------------------------ | --- |
| Комуністична партія України                                                          |                                     |                       |                           |                                                                                            | |
| б/м                                                                                  | Беліченко Алла Миколаївна           | 05.11.2010            | Освіта середня            | член Комуністичної партії України                                                          | пенсіонер |
| б/м                                                                                  | Кривонос Володимир Ілліч            | 05.11.2010            | Освіта вища               | член Комуністичної партії України                                                          | Верховна Рада України, помічник-консультант народного депутата України                                                               |
| б/м                                                                                  | Межерицька Світлана Віталіївна      | 05.11.2010            | Освіта вища               | член Комуністичної партії України                                                          | Херсонська міська шкірно — венерологічна поліклініка, головний лікар                                                                 |
| б/м                                                                                  | Філін Микола Іванович               | 05.11.2010            | Освіта вища               | член Комуністичної партії України                                                          | ТОВ фірма «Вік», генеральний директор                                                                                                |
| б/м                                                                                  | Юдіна Олена Володимирівна           | 05.11.2010            | Освіта вища               | член Комуністичної партії України                                                          | тимчасово не працює |
| 11                                                                                   | Букарев Володимир Олексійович       | 05.11.2010            | Освіта середня спеціальна | член Комуністичної партії України                                                          | Зеленівська селищна рада, селищний голова                                                                                            |
| Народна Партія                                                                       |                                     |                       |                           |                                                                                            | |
| 2                                                                                    | Матусевич Оксана Сергіївна          | 05.11.2010            | Освіта вища               | позапартійна                                                                               | приватний підприємець |
| Партія регіонів                                                                      |                                     |                       |                           |                                                                                            | |
| б/м                                                                                  | Корнілова Світлана Іванівна         | 05.11.2010            | Освіта вища               | член Партії регіонів                                                                       | ТОВ «Профі-удит», голова |
| б/м                                                                                  | Тернавський Валерій Васильович      | 05.11.2010            | Освіта вища               | позапартійний                                                                              | Херсонський морський торговельний порт, голова профспілкового комітету                                                               |
| б/м                                                                                  | Федін Василь Вікторович             | 05.11.2010            | Освіта вища               | член Партії регіонів                                                                       | Херсонський суднобудівний завод, генеральний директор                                                                                |
| б/м                                                                                  | Сіганевич В'ячеслав Григорович      | 05.11.2010            | Освіта вища               | член Партії регіонів                                                                       | приватний підприємець |
| б/м                                                                                  | Малишев Володимир Олегович          | 05.11.2010            | Освіта вища               | член Партії регіонів                                                                       | приватний підприємець |
| б/м                                                                                  | Варущик Тетяна Леонідівна           | 05.11.2010            | Освіта вища               | член Партії регіонів                                                                       | ТОВ юридичне бюро «Канон», директор                                                                                                  |
| б/м                                                                                  | Підперигора Роман Степанович        | 05.11.2010            | Освіта вища               | член Партії регіонів                                                                       | Виконавчий комітет Херсонської міської ради, заступник міського голови                                                               |
| б/м                                                                                  | Єремеєвський Володимир Юрійович     | 05.11.2010            | Освіта вища               | член Партії регіонів                                                                       | Товариство з повною відповідальністю «Постачтехкомплект», директор                                                                   |
| б/м                                                                                  | Маршак Ростислав Михайлович         | 05.11.2010            | Освіта вища               | член Партії регіонів                                                                       | ТОВ «Максима -Ойл», директор |
| б/м                                                                                  | Холін Олександр Іванович            | 05.11.2010            | Освіта вища               | член Партії регіонів                                                                       | ТОВ «ПКФ Херсонмаркетинг» ЛТД, головний інженер                                                                                      |
| б/м                                                                                  | Калюжний Олександр Вікторович       | 05.11.2010            | Освіта вища               | член Партії регіонів                                                                       | фізична особа-підприємець |
| б/м                                                                                  | Цепелєв Юрій Юрійович               | 05.11.2010            | Освіта вища               | член Партії регіонів                                                                       | ТОВ «Поліс», директор |
| б/м                                                                                  | Герасимюк Сергій Сергійович         | 05.11.2010            | Освіта вища               | член Партії регіонів                                                                       | Херсонська міська молодіжна організація Союзу молоді регіонів України", голова                                                       |
| б/м                                                                                  | Сафронов Ігор Миколайович           | 05.11.2010            | Освіта вища               | член Партії регіонів                                                                       | Акціонерне товариство «Херсонобленерго», голова правління                                                                            |
| б/м                                                                                  | Баум Леонід Олександрович           | 05.11.2010            | Освіта вища               | член Партії регіонів                                                                       | Будівельно-монтажне управління «Будстрой-1», відкритого акціонерного товариства «Херсонбуд», начальник                               |
| 1                                                                                    | Гречишкін Юрій Олександрович        | 05.11.2010            | Освіта вища               | член Партії регіонів                                                                       | Комунальне підприємство «Бюро естетики і зовнішньої реклами», директор                                                               |
| 3                                                                                    | Марченко Ігор Олегович              | 05.11.2010            | Освіта вища               | член Партії регіонів                                                                       | ТОВ «Херсонтепломережи», генеральний директор                                                                                        |
| 4                                                                                    | Бабенко Микола Іванович             | 05.11.2010            | Освіта вища               | член Партії регіонів                                                                       | Херсонський фізіко-технічний ліцей при ХНТУ та ДНУ Херсонської міської ради, директор                                                |
| 5                                                                                    | Ларіонов Володимир Юрійович         | 05.11.2010            | Освіта вища               | член Партії регіонів                                                                       | Комунальний заклад "Херсонська міська клінічна лікарня ім. Лучанського, заступник головного лікаря                                   |
| 6                                                                                    | Ломако Людмила Василівна            | 05.11.2010            | Освіта вища               | член Партії регіонів                                                                       | Комунальний заклад "Херсонська міська клінічна лікарня ім. Лучанського, головний лікар                                               |
| 7                                                                                    | Маренчук Ольга Миколаївна           | 05.11.2010            | Освіта вища               | член Партії регіонів                                                                       | Херсонська загальноосвітня школа № 39, директор                                                                                      |
| 8                                                                                    | Лазарєва Зінаїда Тимофіївна         | 05.11.2010            | Освіта вища               | член Партії регіонів                                                                       | приватний підприємець |
| 9                                                                                    | Лосєв Анатолій Васильович           | 05.11.2010            | Освіта вища               | позапартійний                                                                              | Херсонське бюро технічної інвентаризації, начальник                                                                                  |
| 13                                                                                   | Пепель Володимир Петрович           | 05.11.2010            | Освіта вища               | член Партії регіонів                                                                       | Виконавчий комітет Херсонської міської ради, заступник міського голови                                                               |
| 14                                                                                   | Бережна Зоя Яківна                  | 05.11.2010            | Освіта вища               | член Партії регіонів                                                                       | Виконавчий комітет Херсонської міської ради, начальник загального відділу                                                            |
| 15                                                                                   | Ніконов Юрій Миколайович            | 05.11.2010            | Освіта вища               | позапартійний                                                                              | Управління освіти Херсонської міської ради, начальник                                                                                |
| 16                                                                                   | Білоглазов Олег Владиславович       | 05.11.2010            | Освіта вища               | член Партії регіонів                                                                       | Виконавчий комітет Херсонської міської ради, радник міського голови                                                                  |
| 17                                                                                   | Шкода Сергій Володимирович          | 05.11.2010            | Освіта вища               | член Партії регіонів                                                                       | Спеціальна інспекція по благоустрою міста виконавчого комітету Херсонської міської ради, начальник                                   |
| 18                                                                                   | Лушніков Андрій Леонідович          | 05.11.2010            | Освіта вища               | член Партії регіонів                                                                       | ТОВ «Святослав», директор |
| 20                                                                                   | Кононенко Лариса Вікторівна         | 05.11.2010            | Освіта вища               | член Партії регіонів                                                                       | магазин сантехніки, підприємець |
| 21                                                                                   | Ткач Олександр Олексійович          | 05.11.2010            | Освіта вища               | член Партії регіонів                                                                       | Комунальне підприємство «Херсонміськсвітло», директор                                                                                |
| 22                                                                                   | Каракоз Микола Михайлович           | 05.11.2010            | Освіта вища               | член Партії регіонів                                                                       | фізична особа-підприємець |
| 23                                                                                   | Больбот Дмитро Олександрович        | 05.11.2010            | Освіта вища               | член Партії регіонів                                                                       | спортивний клуб «Кіокушен-карате», президент клубу                                                                                   |
| 24                                                                                   | Грек Ігор Антонович                 | 05.11.2010            | Освіта вища               | член Партії регіонів                                                                       | комунальне підприємство «Сервіс — ОПТ», директор                                                                                     |
| 25                                                                                   | Козаков Ігор Володимирович          | 05.11.2010            | Освіта вища               | член Партії регіонів                                                                       | міське комунальне підприємство «Виробниче управління водопровідно-каналізаційного господарства м. Херсона», директор                 |
| 26                                                                                   | Бондарук Анатолій Олександрович     | 05.11.2010            | Освіта вища               | член Партії регіонів                                                                       | Херсонський обласний військовий комісаріат, заступник військового комісара                                                           |
| 27                                                                                   | Шевчук Віктор Аркадійович           | 05.11.2010            | Освіта вища               | член Партії регіонів                                                                       | кафе «Літо», директор |
| 29                                                                                   | Новгородський Володимир Вікторович  | 05.11.2010            | Освіта вища               | позапартійний                                                                              | Херсонська загальноосвітня школа № 31, директор                                                                                      |
| 30                                                                                   | Колобов Михайло Степанович          | 05.11.2010            | Освіта вища               | член Партії регіонів                                                                       | Херсонське обласне відділення Українського фонду соціальних гарантій військовослужбовців та ветеранів збройних сил, голова правління |
| 31                                                                                   | Кіян Сергій Геннадійович            | 05.11.2010            | Освіта вища               | член Партії регіонів                                                                       | ВАТ "Енергопостачальна компанія «Херсонобленерго», директор                                                                          |
| 32                                                                                   | Халупенко Микола Володимирович      | 05.11.2010            | Освіта вища               | член Партії регіонів                                                                       | фермерське господарство «Курінь», голова господарства                                                                                |
| 34                                                                                   | Добровольський Анатолій Миколайович | 05.11.2010            | Освіта вища               | член Партії регіонів                                                                       | товариство з повною відповідальністю «Постачтехкомплект», заступник директора                                                        |
| 35                                                                                   | Білоножков Володимир Олександрович  | 05.11.2010            | Освіта вища               | член Партії регіонів                                                                       | Головне управління з питань життєдіяльності міста Херсонської міської ради, заступник начальника управління                          |
| 36                                                                                   | Грівняк Галина Михайлівна           | 05.11.2010            | Освіта вища               | позапартійна                                                                               | профспілка працівників освіти та науки, голова                                                                                       |
| 38                                                                                   | Малишев Олександр Володимирович     | 05.11.2010            | Освіта вища               | член Партії регіонів                                                                       | комунальне підприємство «Херсонкомунтранссервіс», директор                                                                           |
| Політична партія «Вітчизна»                                                          |                                     |                       |                           |                                                                                            | |
| б/м                                                                                  | Маркєлія Еліко Русланівна           | 09.11.2010            | Освіта середня            | член політичної партії «Вітчизна»                                                          | приватний підприємець |
| б/м                                                                                  | Райтаровський Микола Анатолійович   | 11.03.2011            | Освіта вища               | член політичної партії «Вітчизна»                                                          | приватний підприємець |
| 10                                                                                   | Семенчев Андрій Ігорович            | 05.11.2010            | Освіта вища               | член політичної партії «Вітчизна»                                                          | АТ «Сігма», старший юрист |
| Політична партія Всеукраїнське об'єднання «Батьківщина»                              |                                     |                       |                           |                                                                                            | |
| б/м                                                                                  | Миколаєнко Володимир Васильович     | 05.11.2010            | Освіта вища               | член Всеукраїнського об'єднання «Батьківщина»                                              | Обласна житлово-комунальна інспекція, начальник                                                                                      |
| б/м                                                                                  | Гаврилюк Віктор Григорович          | 05.11.2010            | Освіта вища               | член Всеукраїнського об'єднання «Батьківщина»                                              | приватний підприємець |
| б/м                                                                                  | Войтенко Марина Петрівна            | 05.11.2010            | Освіта вища               | член Всеукраїнського об'єднання «Батьківщина»                                              | ОСББ «Надія», голова правління |
| б/м                                                                                  | Трошин Станіслав Ігорович           | 05.11.2010            | Освіта вища               | член Всеукраїнського об'єднання «Батьківщина»                                              | Виконавчий секретаріат ВО «Батьківщина», прес-секретар                                                                               |
| б/м                                                                                  | Акимченков Олег Володимирович       | 05.11.2010            | Освіта вища               | член Всеукраїнського об'єднання «Батьківщина»                                              | приватний підприємець |
| б/м                                                                                  | Смаглій Сергій Савелійович          | 05.11.2010            | Освіта вища               | член Всеукраїнського об'єднання «Батьківщина»                                              | Верховна Рада України, помічник-консультант народного депутата України                                                               |
| 12                                                                                   | Назарян Євген Григорович            | 05.11.2010            | Освіта вища               | член Всеукраїнського об'єднання «Батьківщина»                                              | ОСББ «Скіф» та «Скіф-1», голова правління                                                                                            |
| 19                                                                                   | Пастух Ігор Олександрович           | 05.11.2010            | Освіта вища               | член Всеукраїнського об'єднання «Батьківщина»                                              | Обласна державна житлово-комунальна інспекція, заступник начальника                                                                  |
| 28                                                                                   | Карабелеш Євген Євгенович           | 05.11.2010            | Освіта вища               | член Всеукраїнського об'єднання «Батьківщина»                                              | комунальний заклад «Херсонська міська клінічна лікарня», головний лікар                                                              |
| Політична партія «Сильна Україна»                                                    |                                     |                       |                           |                                                                                            | |
| б/м                                                                                  | Поливко Олександр Леонідович        | 05.11.2010            | Освіта вища               | член Політичної партії «Сильна Україна»                                                    | ЗАТ «Херсонський Універмаг», голова правління                                                                                        |
| б/м                                                                                  | Вербицька Аліса Анатоліївна         | 05.11.2010            | Освіта вища               | член Політичної партії «Сильна Україна»                                                    | Херсонська міська рада, радник міського голови                                                                                       |
| Політична партія «Союз Лівих Сил»                                                    |                                     |                       |                           |                                                                                            | |
| 37                                                                                   | Гірін Геннадій Наумович             | 05.11.2010            | Освіта вища               | позапартійний                                                                              | ТОВ «ПМК-19», юрист |
| Політична партія «Третя Сила»                                                        |                                     |                       |                           |                                                                                            | |
| б/м                                                                                  | Трамбовецький Віктор Дмитрович      | 05.11.2010            | Освіта вища               | член Політичної партії «Третя Сила»                                                        | тимчасово не працює |
| б/м                                                                                  | Січова Валентина Іванівна           | 05.11.2010            | Освіта вища               | позапартійна                                                                               | ПП «Аудит — Гарант», директор |
| б/м                                                                                  | Гордєєв Андрій Анатолійович         | 17.12.2012            | Освіта вища               | член Політичної партії «Третя Сила»                                                        | ТОВ «Механічний завод», начальник юридичного відділу                                                                                 |
| 33                                                                                   | Карунос Сергій Андрійович           | 05.11.2010            | Освіта вища               | член Політичної партії «Третя Сила»                                                        | ТОВ «Херсонський оптовий торговий дім — 02», виконавчий директор                                                                     |
| Політична партія «УДАР (Український Демократичний Альянс за Реформи) Віталія Кличка» |                                     |                       |                           |                                                                                            | |
| б/м                                                                                  | Сікоєв Заурбек Володимирович        | 05.11.2010            | Освіта вища               | член Політичної партії «УДАР (Український Демократичний Альянс за Реформи) Віталія Кличка» | ЗАТ БК «Содружество», віце-президент                                                                                                 |
| б/м                                                                                  | Бузін Олег Володимирович            | 05.11.2010            | Освіта вища               | член Політичної партії «УДАР (Український Демократичний Альянс за Реформи) Віталія Кличка» | ЗАТ БК «Содружество», заступник генерального директора з правових питань                                                             |
| Політична партія «Фронт Змін»                                                        |                                     |                       |                           |                                                                                            | |
| б/м                                                                                  | Урсуленко Олексій Анатолійович      | 05.11.2010            | Освіта вища               | член Політичної партії «Фронт Змін»                                                        | приватне підприємство, директор |
| б/м                                                                                  | Тедіашвілі Рустам Ростеванович      | 05.11.2010            | Освіта вища               | член Політичної партії «Фронт Змін»                                                        | приватне підприємство, директор |
| б/м                                                                                  | Іванушкін Віктор В'ячеславович      | 05.11.2010            | Освіта вища               | член Політичної партії «Фронт Змін»                                                        | Міжнародний університет бізнесу і права, старший викладач                                                                            |

## Населення
Етномовний склад населених пунтів міськради (рідні мови населення за переписом 2001 р.)
|                                     | українська | російська | вірменська | білоруська | циганська |
| ХЕРСОН (міськрада)                  | 56,2       | 42,52     | 0,17       | 0,14       | 0,06      |
| м. ХЕРСОН                           | 53,36      | 45,34     | 0,17       | 0,13       | 0,05      |
| ДНІПРОВСЬКИЙ район, м. ХЕРСОН       | 56,7       | 42,22     | 0,2        | 0,15       | 0,08      |
| КОРАБЕЛЬНИЙ район, м. ХЕРСОН        | 50,31      | 48,19     | 0,18       | 0,09       | 0,04      |
| ЦЕНТРАЛЬНИЙ район, м. ХЕРСОН        | 54,08      | 44,66     | 0,14       | 0,15       | 0,04      |
| смт АНТОНІВКА                       | 75,45      | 22,51     | 0,49       | 0,23       | 0,32      |
| с-ще МОЛОДІЖНЕ                      | 80,96      | 18,46     | -          | 0,29       | -         |
| смт ЗЕЛЕНІВКА                       | 86,37      | 13,04     | 0,02       | 0,16       | -         |
| с. БОГДАНІВКА (ХЕРСОН (міськрада))  | 90,64      | 6,97      | 1,65       | 0,18       | -         |
| с. ПЕТРІВКА (ХЕРСОН (міськрада))    | 91,9       | 7,82      | -          | 0,28       | -         |
| с-ще СОНЯЧНЕ                        | 91,43      | 8,06      | -          | 0,13       | -         |
| смт НАДДНІПРЯНСЬКЕ                  | 64         | 35,83     | -          | -          | -         |
| с-ще ІНЖЕНЕРНЕ (ХЕРСОН (міськрада)) | 75,65      | 23,3      | -          | 0,14       | -         |
| смт КОМИШАНИ                        | 84,81      | 14,32     | 0,1        | 0,23       | 0,28      |
| с-ще БЛАГОВІЩЕНСЬКЕ                 | 87,5       | 11,54     | -          | 0,48       | -         |
| с-ще ЗИМІВНИК                       | 86,59      | 12,21     | -          | 0,43       | -         |
| с-ще ПРИОЗЕРНЕ (ХЕРСОН (міськрада)) | 82,21      | 17,32     | -          | 0,07       | -         |
| с. СТЕПАНІВКА                       | 80,21      | 19,54     | -          | 0,05       | -         |
|                                     |            |           |            |            |           |